# هانس روسلينج
ولد هانس روسلينج في السابع والعشرين من شهر يوليو عام 1948 في مدينة أوبسالا-السويد وتوفي في السابع من فبراير عام 2017. وهو أستاذ في الصحة العالمية عمل في معهد كارولنسكا، وكان مدير لمؤسسة جابمايندر التي طورت نظام برمجيات Trendalyzer. درس علم الإحصاء والطب من عام 1967 حتى عام 1974 في جامعة أوبسالا، درس كذلك الصحة العامة في كلية القديس جون الطبية في بنغالور-الهند في عام 1972. أصبح طبيبا مرخصا عام 1976 حيث عمل كمسؤول طبي في منطقة ناكالا في شمال موزامبيق من عام 1979 حتى عام 1981.

## البحث
في الحادي والعشرين من شهر آب أغسطس من عام 1981، اكتشف روسلينج تفشي مرض الشلل المعروف والموصوف في عام 1938 على أنه مرض كونزو ، ومن خلال التحقيقات التي أجراها بعد ذلك تمكن من الحصول على شهادة الدكتوراه من جامعة أوبسالا وذلك في عام 1986. قضى روسلينج عقدين من الزمن وهو يدرس تفشي هذا المرض في المناطق الريفية النائية على امتداد أفريقيا كما قام بالإشراف على أكثر من عشر طلاب يسعون للحصول على شهادة الدكتوراه. وقد حدث تفشي المرض عند السكان الريفيين الذين يعانون الجوع في أفريقيا حيث يهيمن عليهم اتباع النظام الغذائي المعتمد على الكسافا والذي ينتج عنه حالات من سوء التغذية المتزامنة مع ارتفاع نسبة السيانيد الغذائية.

## أعمال أخرى
ركزت دراسة روسلينج أيضا على صلات أخرى بين التنمية الاقتصادية والزراعة إضافة إلى الفقر والصحة في كل من أفريقيا وآسيا واميركا اللاتينية. فقد كان مرشدا صحيا ل منظمة الصحة العالمية وصندوق الأمم المتحدة للطفولة اليونيسيف والعديد من وكالات المساعدة الأخرى. وفي عام 1993، كان واحدا من البادئين في أطباء بلا حدود في السويد. كما أنه كان رئيس شعبة الصحة الدولية في معهد كارولينسكا من عام 2001 حتى عام 2007. بصفته رئيسا للجنة كارولينسكا الدولية للبحث والتدريب (IHCAR) خلال الأعوام (1998 – 2004)، بدأ بالتعاون في البحث العلمي مع الجامعات في آسيا وأفريقيا فضلا عن الشرق الأوسط وأميركا اللاتينية. كما أنه بدأ طرقا جديدة حول الصحة العالمية وشارك في تأليف كتاب عن الصحة العالمية التي تروج لوجهة نظر العالم المستندة على الحقيقة.

## غاب ميندر
شارك روسلينج في تأسيس مؤسسة غاب ميندر (Gapminder) مع ابنه أولا روسلينج وكنته آنا روسلينج رولند. حيث طورت غاب ميندر برمجيات Trendalyzer التي تحول الإحصائيات الدولية إلى رسومات ممتعة وتفاعلية ومؤثرة. يمكن الهدف في ترويج وجهة نظر العالم المستندة على الحقيقة من خلال الاستخدام والفهم المتزايد للإحصائيات العامة التي يسهل الوصول إليها. ومحاضراته التي كان فيها يستخدم رسومات غاب ميندر لتخيل التطور العالمي حصدت الجوائز لكونها هزلية وفي الوقت ذاته خطيرة للغاية. الرسوم المتحركة التفاعلية متوفرة بسهولة من خلال الموقع الإلكتروني للمؤسسة. في السادس عشر من شهر آذار 2007، استخدمت شركة غوغل برمجيات مع نيتها لتوسيع نطاق استخدامها وجعلها متوفرة بسهولة للإحصائيات العامة. وفي عام 2008 أتاحت غوغل كلا من تخطيط الحركة Motion Chart
وأدوات غوغل Google Gadget إضافة إلى مستكشف البيانات العامة وذلك في عام 2009.
و روسلينج أيضا هو مبتلع للسيف أو sword swallower بالإنكليزية، كما أثبت في اللحظات الأخيرة من حديثه الثاني في مؤتمر التجارة والبيئة.
في عام 2009، أدرج روسلينج كأحد المفكرين العالميين المئة في مجلة السياسة الخارجية.

## أعمال منتقاة
- Lindstrand A, Bergtröm S, Rosling H, Rubensson B, Stenson B, Tylleskär T (2006). GLOBAL HEALTH an introductory textbook Lund: Studentlitteratur ISBN 978-91-44-02198-0

## روابط خارجية
- هانس روسلينج على موقع IMDb (الإنجليزية)
- هانس روسلينج على موقع الموسوعة البريطانية (الإنجليزية)
- هانس روسلينج على موقع ميوزك برينز (الإنجليزية)
- هانس روسلينج على موقع قاعدة بيانات الفيلم (الإنجليزية)

## وصلات أخرى
- of Hans Rosling's 21 min. talk at the 2006 تيد (مؤتمر) in Monterey, CA highlighting novel ways of presenting global statistics.
- to the 2006 TEDTalk, from TED2007, featuring a surprise ending. (video)
- Video of his speech at the OECD World Forum in Istanbul (see: منظمة التعاون الاقتصادي والتنمية) talking about the changes he's seen so far, and new hopes for the future.
- Rosling's blog
- www.gapminder.org
- Ola Rosling giving a Gapminder presentation at Google (video)
- Dr. Rosling @ Journal of Internal Medicine
- Motion Chart Google Gadget